# Coupe du monde de pentathlon moderne 2008
Navigation
Édition précédente Édition suivante
La coupe du monde de pentathlon moderne 2008 s'est déroulée entre le 19 février 2008 au Caire (Égypte) et le 5 octobre 2008 à Caldas da Rainha (Portugal). La compétition est organisée par l'Union internationale de pentathlon moderne.
Cette compétition est composée de 5 manches et 1 finale. Les différentes villes qui accueillent l'évènement sont par ordre chronologique Le Caire (Égypte), Mexico (Mexique), Millfield Royaume-Uni), Madrid (Espagne), Kladno (République tchèque), puis Caldas da Rainha (Portugal) pour la finale.

## Résultats

### Hommes
| Date            | Lieu             | Gagnant                | Second                 | Troisième          |
| 19 février 2008 | Le Caire         | Andrejus Zadneprovskis | Andrei Moiseev         | Bartosz Majewski   |
| 4 mars 2008     | Mexico           | Jean Maxence Berrou    | Dmytro Kirpulyanskyy   | Steffen Gebhardt   |
| 27 mars 2008    | Millfield        | Ondrej Polivka         | Nicola Benedetti       | Samuel Weale       |
| 10 avril 2008   | Madrid           | Gabor Balogh           | Andrejus Zadneprovskis | Edvinas Krungolcas |
| 8 mai 2008      | Kladno           | Jean Maxence Berrou    | Pavlo Tymoshchenko     | David Svoboda      |
| 3 octobre 2008  | Caldas da Rainha | Robert Kasza           | Ondrej Polivka         | Eli Bremer         |

### Femmes
| Date            | Lieu             | Gagnant               | Second                  | Troisième       |
| 19 février 2008 | Le Caire         | Katy Livingston       | Victoria Tereshuk       | Paulina Boenisz |
| 4 mars 2008     | Mexico           | Marta Dziadura        | Margaux Isaksen         | Kara Grant      |
| 27 mars 2008    | Millfield        | Heather Fell          | Aya Medany              | Donata Rimsaite |
| 10 avril 2008   | Madrid           | Anastasiya Prokopenko | Lena Schoneborn         | Marta Dziadura  |
| 8 mai 2008      | Kladno           | Aya Medany            | Evdokia Gretchichnikova | Heather Fell    |
| 3 octobre 2008  | Caldas da Rainha | Donata Rimsaite       | Heather Fell            | Elena Rublevska |